# Gouvernement Yongchaiyut
Thaïlande
51e cabinet
(Banhan Sinlapa-acha) 53e cabinet
(Chuan Likphai II)
Le gouvernement de Chawalit Yongchaiyut (en thaï : คณะรัฐมนตรีชวลิต ยงใจยุทธ ; RTGS : Khana Ratmontri Chawalit Yongchaiyut) est le 52e gouvernement de Thaïlande entre le 29 novembre 1996 et le 9 novembre 1997, sous la 20e législature de la Chambre des représentants. 

## Contexte
Le parti de la Nouvelle Aspiration, mené par Chawalit Yongchaiyut, ancien commandant en chef de l'Armée royale, arrive en tête des élections le 17 novembre 1996 en remportant 125 sièges à la Chambre des représentants, malgré la majorité des suffrages ayant été obtenu par le Parti démocrate, mené par Chuan Likphai, Premier ministre de 1992 à 1995, avec plus de 18 millions de voix et 31,78% des suffrages, mais seulement 123 sièges à la Chambre.
Aucun parti n'ayant obtenu la majorité absolue à la Chambre, un gouvernement de coalition est formé avec le parti arrivé en tête. Le 25 novembre 1996, le roi Rama IX nomme et investit Chawalit Yongchaiyut premier ministre, et forme alors son gouvernement avec d'autres partis arrivés derrière son parti, comprenant ainsi le National Development, le Social Action, Thai Citizen, le Parti libéral-démocrate, et le Mass Party. Il est annoncé et investi le 29 novembre 1996.

## Composition initiale
| Poste                                                               | Titulaire | Titulaire                | Parti |
| ------------------------------------------------------------------- | --------- | ------------------------ | ----- |
| Ministres                                                           |           |                          |       |
| Premier ministre Ministre de l'Intérieur                            |           | Chawalit Yongchaiyut     | NA    |
| Vice-Premier ministre Ministre de l'Éducation                       |           | Sukwit Rangsitphon       | NA    |
| Vice-Premier ministre Ministre des Finances                         |           | Amnuay Weerawan          | SE    |
| Vice-Premier ministre Ministre de l'Industrie                       |           | Korn Dabbaransi          | ND    |
| Vice-Premier ministre Ministre de la Santé publique                 |           | Montree Pongpanich       | SA    |
| Vice-Premier ministre                                               |           | Samak Sunthorawet        | TC    |
| Ministre auprès du Cabinet du Premier ministre                      |           | Phokin Ponlakul          | NA    |
| Ministre auprès du Cabinet du Premier ministre                      |           | Chingchai Mongkoltham    | NA    |
| Ministre auprès du Cabinet du Premier ministre                      |           | Piyanat Watcharaporn     | NA    |
| Ministre auprès du Cabinet du Premier ministre                      |           | Weerakorn Kumprakob      | NA    |
| Ministre auprès du Cabinet du Premier ministre                      |           | Sompong Amornwiwat       | ND    |
| Ministre auprès du Cabinet du Premier ministre                      |           | Rakkiat Sukthana         | SA    |
| Ministre des Affaires étrangères                                    |           | Prachuap Chaisarn        | ND    |
| Ministre de l'Agriculture et des Coopératives                       |           | Chucheep Hansawat        | NA    |
| Ministre des Transports                                             |           | Suwat Liptapanlop        | ND    |
| Ministre du Commerce                                                |           | Narongchai Akaraseranee  | SE    |
| Ministre de l'Intérieur                                             |           | Sanoh Thiengthong        | NA    |
| Ministre de la Justice                                              |           | Suwit Khunkitti          | SA    |
| Ministre du Travail et du Bien-être social                          |           | Chatchai Euasakul        | NA    |
| Ministre des Sciences, de la Technologie et de l'Environnement      |           | Yingphan Manasikarn      | TC    |
| Ministre des Affaires universitaires                                |           | Montree Danpaiboon       | NA    |
| Vice-ministres                                                      |           |                          |       |
| Vice-ministre des Finances                                          |           | Tawatwong na Chiang Mai  | NA    |
| Vice-ministre des Finances                                          |           | Chaturont Chaisaeng      | NA    |
| Vice-ministre des Finances                                          |           | Chavarat Charnvirakul    | ND    |
| Vice-ministre des Affaires étrangères                               |           | Pitak Inthawittayanan    | ND    |
| Vice-ministre de l'Agriculture et des Coopératives                  |           | Krit Kongpetch           | NA    |
| Vice-ministre de l'Agriculture et des Coopératives                  |           | Samphao Prachuapmoh      | NA    |
| Vice-ministre de l'Agriculture et des Coopératives                  |           | Prawat Uttamot           | ND    |
| Vice-ministre des Transports                                        |           | Direk Charoenphol        | SE    |
| Vice-ministre des Transports                                        |           | Aram Lohveera            | NA    |
| Vice-ministre des Transports                                        |           | Somsak Thepsuthin        | TC    |
| Vice-ministre des Transports                                        |           | Pinit Jarusombat         | LD    |
| Vice-ministre du Commerce                                           |           | Chalermpol Sanitwongchai | NA    |
| Vice-ministre du Commerce                                           |           | Somporn Asawahem         | TC    |
| Vice-ministre de l'Intérieur                                        |           | Ruangwit Lik             | NA    |
| Vice-ministre de l'Intérieur                                        |           | Kiatchai Chaichaowarat   | NA    |
| Vice-ministre de l'Intérieur                                        |           | Pairote Lohsunthorn      | ND    |
| Vice-ministre de l'Intérieur                                        |           | Chaiyaphak Siriwat       | TC    |
| Vice-ministre de l'Intérieur                                        |           | Chalerm Yoobumrung       | MP    |
| Vice-ministre du Travail et du Bien-être social                     |           | Poonsawat Moonsathorn    | NA    |
| Vice-ministre du Travail et du Bien-être social                     |           | Ekaporn Rakkwarmsuk      | NA    |
| Vice-ministre des Sciences, de la Technologie et de l'Environnement |           | Adisorn Phiengket        | NA    |
| Vice-ministre de l'Éducation                                        |           | Sangthong Sritharet      | NA    |
| Vice-ministre de l'Éducation                                        |           | Suraporn Danaitangtrakul | NA    |
| Vice-ministre de l'Éducation                                        |           | Chamlong Krutkunthod     | ND    |
| Vice-ministre de la Santé publique                                  |           | Sornart Klinpathum       | NA    |
| Vice-ministre de la Santé publique                                  |           | Sunthorn Wilawan         | NA    |
| Vice-ministre de l'Industrie                                        |           | Saman Phummakanjana      | ND    |
| Vice-ministre de l'Industrie                                        |           | Somphop Amatayakul       | SE    |

## Évolution de la composition du gouvernement

### Ajustement du 21 juin 1997[1]

#### Démission
- Amnuay Weerawan, vice-Premier ministre et ministre des Finances.
- Narongchai Akaraseranee, ministre du Commerce.

#### Reconduction
- Narongchai Akaraseranee est reconduit dans ses fonctions de ministre du Commerce.

#### Entrée au gouvernement
- Thanong Pittaya est nommé ministre des Finances (en remplacement de Amnuay Weerawan).

### Remaniement du 15 août 1997[2]

#### Démission
- Sukwit Rangsitphon, démis de ses fonctions de ministre de l'Éducation seulement ;
- Sangthong Sritharet, Suraporn Danaitangtrakul et Chamlong Krutkunthod, vice-ministres de l'Éducation ;
- Sunthorn Wilawan, vice-ministre de la Santé publique ;
- Saman Phummakanjana, vice-ministre de l'Industrie.

#### Changement d'attribution
- Kiatchai Chaichaowarat, vice-ministre de l'Intérieur, est nommé ministre auprès du Cabinet du Premier ministre ;
- Chingchai Mongkoltham, ministre auprès du Cabinet du Premier ministre, est nommé ministre de l'Éducation ;
- Montree Danpaiboon, ministre des Affaires étrangères, est nommé ministre du Travail et du Bien-être social ;
- Chatchai Euasakul, ministre du Travail et du Bien-être social, est nommé ministre des Affaires universitaires.

#### Entrée au gouvernement
- Thaksin Shinawatra, nommé vice-Premier ministre ;
- Weerapong Ramangkoun, nommé vice-Premier ministre,
- Areephen Uttarasin, nommé vice-ministre de l'Éducation ;
- Wut Sukosol, nommé vice-ministre de l'Éducation ;
- Preecha Laohapongchana, nommé vice-ministre de l'Industrie.

### Remaniement du 24 octobre 1997

#### Démission[3]
- Montree Pongpanich, vice-Premier ministre et ministre de la Santé publique ;
- Kiatchai Chaichaowarat, Piyanat Watcharaporn et Weerakorn Kumprakob, ministres auprès du Cabinet du Premier ministre ;
- Thanong Pittaya, ministre des Finances ;
- Chavarat Charnvirakul, vice-ministre des Finances ;
- Krit Kongpetch et Samphao Prachuapmoh, vice-ministres de l'Agriculture et des Coopératives ;
- Direk Charoenphol, vice-ministre des Transports ;
- Narongchai Akaraseranee, ministre du Commerce ;
- Chalermpol Sanitwongchai, vice-ministre du Commerce ;
- Chaiyaphak Siriwat, vice-ministre de l'Intérieur ;
- Poonsawat Moonsathorn, vice-ministre du Travail et du Bien-être social ;
- Somphop Amatayakul, vice-ministre de l'Industrie.

#### Changement d'attribution[4]
- Sompong Amornwiwat, ministre auprès du Cabinet du Premier ministre, est nommé vice-ministre des Transports ;
- Tawatwong na Chiang Mai, vice-ministre des Finances, est nommé vice-ministre des Affaires étrangères ;
- Pitak Inthawittayanan, vice-ministre des Affaires étrangères, est nommé ministre auprès du Cabinet du Premier ministre ;
- Somsak Thepsuthin, vice-ministre des Transports, est nommé ministre de la Santé publique ;
- Chatchai Euasakul, ministre des Affaires universitaires, est nommé vice-ministre de l'Agriculture et des Coopératives.

#### Ajout d'attribution[4]
- Suwit Khunkitti, ministre de la Justice, se voit rajouter le portefeuille de vice-Premier ministre.

#### Entrée au gouvernement
- Samphan Lertnuwat, nommé ministre auprès du Cabinet du Premier ministre ;
- Phusan Preimanot, nommé ministre auprès du Cabinet du Premier ministre ;
- Kosit Panphiemrat, nommé ministre des Finances ;
- Surasak Nananukul et Maruay Phadungsit, nommés vice-ministres des Finances ;
- Udomsak Thangthong, nommé vice-ministre de l'Agriculture et des Coopératives ;
- Som Jatusripitak, nommé ministre du Commerce ;
- Wichai Chaichitvanichkul, nommé vice-ministre du Commerce ;
- Pon Witayontrakit, nommé vice-ministre du Commerce ;
- Likit Teeravekin, nommé vice-ministre de l'Intérieur ;
- Tossaporn Moonsatsathorn, nommé vice-ministre du Travail et du Bien-être social ;
- Pon Sapienchai, nommé vice-ministre de l'Éducation.

## Fin du gouvernement
La fin du gouvernement est actée par la démission du Premier ministre Chawalit Yongchaiyut le 6 novembre 1997, en pleine crise économique asiatique. Le 9 novembre 1997, Chuan Likphai, chef de l'opposition à la Chambre et chef du Parti démocrate, est nommé Premier ministre par le roi et succède ainsi à Chawalit Yongchaiyut et son gouvernement.